# Будка железной дороги 12-й км
Будка железной дороги 12-й км — деревня в Смоленском районе Смоленской области России. Входит в состав Дивасовского сельского поселения. Население — 1 житель (2016 год).

## География
Расположена в западной части области в 7 км к северо-западу от Смоленска.

## История
В годы Великой Отечественной войны местность была оккупирована гитлеровскими войсками в июле 1941 года, освобождена в сентябре 1943 года.

## Инфраструктура
Путевое хозяйство железнодорожной линии линии Москва — Минск.

## Транспорт
Автомобильный и железнодорожный транспорт.
В 0,1 км южнее проходит автодорога М1 «Беларусь». В 7 км южнее деревни расположена железнодорожная станция Красный Бор.